# 第3旅団 (キルギス国内軍)
第3旅団は、キルギス国内軍の旅団の1つ。

## 歴史
第3旅団の前身は、ソ連閣僚会議決定により創設された独立民警特殊自動車化大隊である。

### ソ連時代
- 1989年9月25日 - オシ市において、独立民警特殊自動車化大隊（軍部隊5538）編成

### キルギス時代
- 1992年 - 大隊に基づきキルギス国内軍第3連隊（軍部隊7703）編成
- 1995年 - タラス市で行われた「マナス叙事詩1000周年」記念行事の警備に参加
- 1996年 - 第3旅団に改編
- 1997年 - ジャララバード州、ウズゲン地区、ウズベキスタンのシャヒマルダン町の自然災害の復旧に参加
- 1998年 - バトケン及びリャリャク地区の行政境界の警備に参加
- 1999年8月 - 不法武装部隊の襲撃を受け、戦闘行動に投入
- 2000年9月11日 - ジャララバード州チャトカル地区において、匪賊部隊を撃滅
- 2000年10月 - 「オシ - 3000」記念行事の警備に参加
- 2002年 - トクトグル発電所の警備に参加
- 2006年 - 第3旅団は、キルギス最良の部隊と認められた。

## 歴代指揮官
| 職名   | 就任年   | 氏名                         | 階級 |
| ------ | -------- | ---------------------------- | ---- |
| 大隊長 | 1989年 - | ヌラフメト・イサエフ         | 少佐 |
| 連隊長 | 1995年 - | ジュマベク・アブドゥルラエフ | 中佐 |